# Proclinopyga monogramma
Proclinopyga monogramma är en tvåvingeart som beskrevs av Axel Leonard Melander 1927. Proclinopyga monogramma ingår i släktet Proclinopyga och familjen dansflugor. Inga underarter finns listade i Catalogue of Life.